# Anne Leppin
Anne Leppin (* 25. Mai 1967 in West-Berlin) ist eine deutsche Filmproduzentin und seit 2011 Geschäftsführerin der Deutschen Filmakademie.

## Leben
Anne Leppin wuchs in West-Berlin auf und machte 1987 ihr Abitur. Von 1988 bis 1990 absolvierte sie bei der Interopa Film eine Ausbildung im Bereich Synchron- und Tonschnitt. Ab 1991 studierte sie Gesellschafts- und Wirtschaftskommunikation an der Hochschule der Künste Berlin mit dem Schwerpunkt Audiovisuelle Kommunikation. Sie schloss 1996 ihr Studium mit Diplom ab.

### Karriere als Produzentin und Herstellungsleiterin
Schon während ihres Studiums war Anne Leppin als Aufnahmeleiterin und Produktionsleiterin für verschiedene Filme tätig, z. B. Kondom des Grauens. 1998 gründete sie zusammen mit Sigrid Hoerner und Martin Walz die Moneypenny Filmproduktion, die sich vor allem auf Kinofilme von damaligen Nachwuchstalenten wie Eoin Moore oder Hannes Stöhr spezialisierte. 2001 gewannen Leppin, Hoerner und Walz den Produzentenpreis der Cologne Conference.
Leppin blieb Gesellschafterin und Geschäftsführerin der Moneypenny Filmproduktion bis Ende 2010 und realisierte in dieser Zeit als Produzentin oder Herstellungsleiterin unter anderem die Filme Sonnenallee (Regie: Leander Haußmann), One Day in Europe (Regie: Hannes Stöhr), Im Schwitzkasten (Regie: Eoin Moore), Hilde (Regie: Kai Wessel) und Wer wenn nicht wir (Regie: Andres Veiel).

### Geschäftsführung der Deutschen Filmakademie
Anfang 2011 übernahm Anne Leppin die Geschäftsführung der Deutschen Filmakademie, zunächst zusammen mit Alfred Holighaus. Nachdem Holighaus ab Juli 2015 zur Spitzenorganisation der Filmwirtschaft (SPIO) wechselte, führte Leppin die Geschäfte der Akademie alleine weiter. Mit dem Antritt von Maria Köpf als Ko-Geschäftsführerin ab April 2019 gehört Leppin wieder einem Führungs-Duo an.
In ihrer Amtszeit als Geschäftsführerin brachte Leppin etliche neue Projekte und Initiativen der Deutschen Filmakademie mit auf den Weg. Das 2011 begonnene Projekt Lola at Berlinale zeigt im Rahmen der Berlinale alle zum Deutschen Filmpreis vorausgewählten Spiel-, Dokumentar- und Kinderfilme. In der ebenfalls 2011 begonnenen Reihe Mein Film stellen prominente Persönlichkeiten, die nicht aus der Filmbranche stammen, den Mitgliedern der Akademie ihren Lieblingsfilm vor. Seit 2012 veranstaltet die Akademie mit dem Lola-Festival und der begleitenden Gesprächsreihe Lola-Visionen ein öffentliches Forum für die nominierten Filme und Filmemacher des Deutschen Filmpreises.
Auch die Bildungsangebote und das gesellschaftspolitische Engagement der Akademie wurden in Leppins Amtszeit ausgebaut. So startete die Akademie 2011 zusammen mit der Bundeszentrale für politische Bildung das Projekt Klassiker sehen – Filme verstehen, welches bundesweit an Schulen Filmgeschichte vermittelt. 2015 entstand die Reihe Kino für Geflüchtete, und 2016 folgte das Projekt Mix it, bei dem Jugendliche mit und ohne Flucht-Hintergrund eine Woche lang zusammen Kurzfilme erstellen.
Leppin setzte sich zudem dafür ein, dass die Deutsche Filmakademie 2018 zusammen mit weiteren Berufs- und Branchenverbänden die Themis-Vertrauensstelle gegen sexuelle Belästigung und Gewalt gründete, welche Betroffenen aus der Kultur- und Medienbranche eine Anlaufstelle mit juristischer und psychologischer Beratung bietet.

### Weitere Engagements
Teils als Folge ihrer Arbeit als Geschäftsführerin der Deutschen Filmakademie wirkt Anne Leppin in Gremien diverser weiterer Institutionen mit, unter anderem im Verwaltungsrat der Filmförderungsanstalt, im Stiftungsrat der Deutschen Kinemathek, im Filmbeirat des Goethe-Instituts, im Kuratorium des Fördervereins des deutschen Kinderfilms und im Aufsichtsrat der Kulturveranstaltungen des Bundes in Berlin (KBB). Sie ist als Vertreterin der Deutschen Filmakademie außerdem institutionelles Mitglied der Spitzenorganisation der Filmwirtschaft (SPIO) und der Europäischen Filmakademie.

## Filmografie (Auswahl)

### Produktion
- 1999: Fremde Freundin – Regie: Anne Høegh Krohn
- 1999: Gomez – Kopf oder Zahl – Regie: Edward Berger
- 2000: Freunde – Regie: Martin Eigler
- 2002: Pigs Will Fly – Regie: Eoin Moore
- 2003: September – Regie: Max Färberböck
- 2004: Folge der Feder! – Regie: Nuray Sahin
- 2005: One Day in Europe – Regie: Hannes Stöhr
- 2005: Im Schwitzkasten – Regie: Eoin Moore
- 2008: 10 Sekunden – Regie: Nicolai Rohde
- 2010: Glückliche Fügung – Regie: Isabelle Stever

### Herstellungsleitung
- 1999: Sonnenallee – Regie: Leander Haußmann
- 2003: Eierdiebe – Regie: Robert Schwentke
- 2009: Hilde – Regie: Kai Wessel
- 2011: Hotel Lux – Regie: Leander Haußmann
- 2011: Wer wenn nicht wir – Regie: Andres Veiel